# Christi Himmelfahrt (Zimmritz)

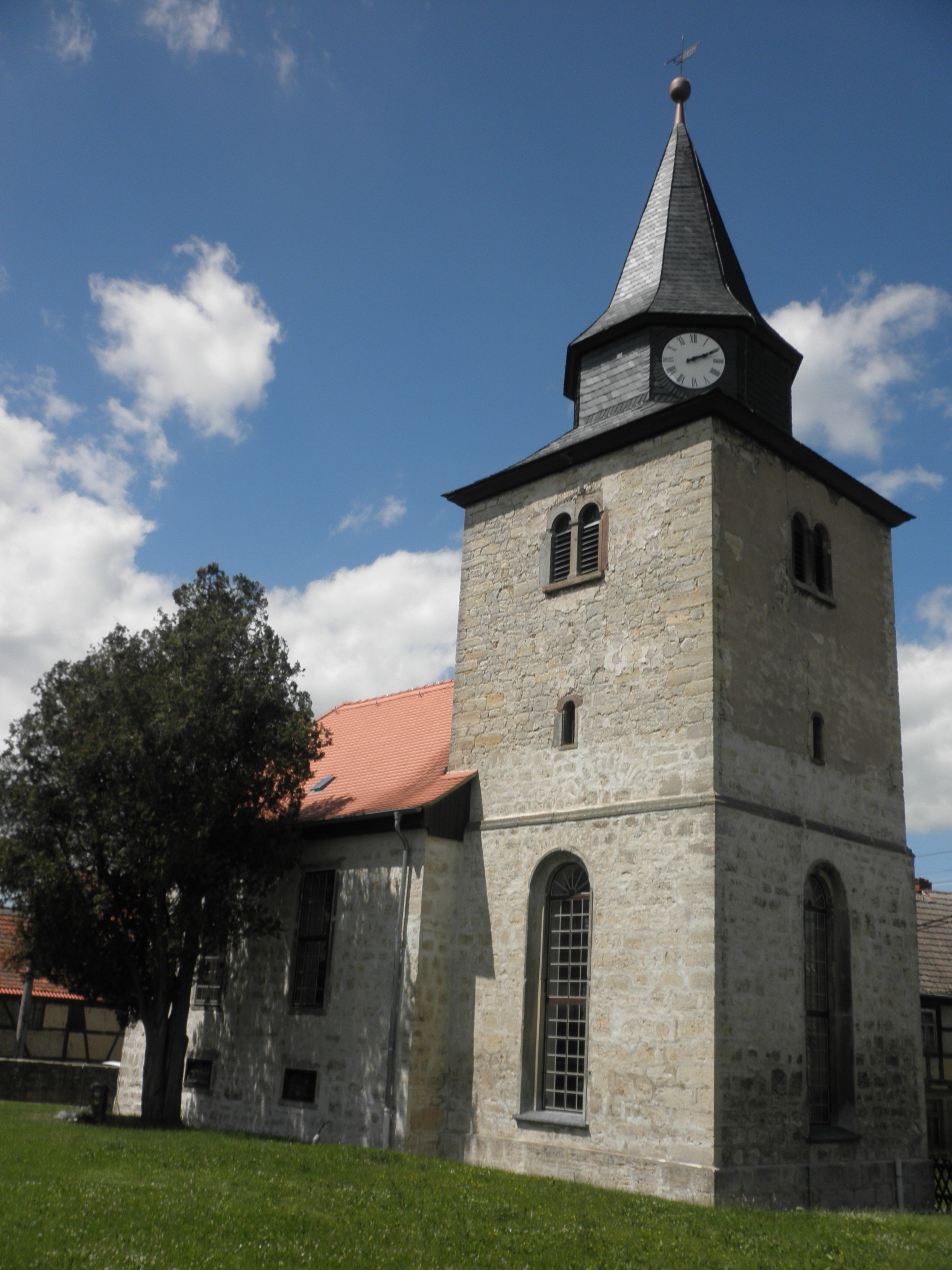
Die Kirche

Die evangelische Dorfkirche Christi Himmelfahrt steht im Ortsteil Zimmritz der Gemeinde Milda im Saale-Holzland-Kreis in Thüringen. Die Kirche gehört zum Kirchenkreis Jena.

## Lage
Die Kirche befindet sich im Südosten von Zimmritz. Der Kirchhof ist mit einer Mauer umgeben.

## Geschichte
Die ursprüngliche romanische Saalkirche erhielt im 13./14. Jahrhundert einen quadratischen Chorturm und um 1500 eine nördlich angesetzte ursprünglich zweigeschossige Sakristei mit einem Kreuzgewölbe und mit einer Gruft im Untergeschoss.
Die Friedhofsmauer war einst auf Verteidigung mit Ecktürmen und Schlitzscharten eingerichtet.
Nach dem Brand im Jahr 1793 erhielt die Kirche von 1797 bis 1799 ein Mansarddach. Die auf der Saalsüdseite zugemauerten Rundbogenfenster sowie die vertikale Traufe und horizontale Baufuge bezeugen das Alter. Der Kirchturm mit massiver Gewölbetonne im Erdgeschoss hat eine geschweifte Haube und Laterne mit Wetterfahne und eingestanzter Jahreszahl 1882. Die Glocke im Turm wurde 1594 von Melchior Möringk in Erfurt gegossen.
Die Kirche wurde samt Orgel ab den 1990er Jahren bis ins Jahr 2020 hinein neu renoviert.

## Saal
Der Saal hat eine zweigeschossige Empore und einer Flachdecke. Der rundbogige Triumphbogen wurde durch Baumaßnahmen zugesetzt.